# أولغا بروزدا
أولغا بروزدا (بالبولندية: Olga Brózda) مواليد 26 يناير 1986 في بوزنان، هي لاعبة كرة مضرب بولندية بدأت مسيرتها كمحترفة سنة 2001 تلعب باليد اليمنى. أعلى تصنيف لها في الفردي كان المركز الـ 281 في سنة 2008.

## روابط خارجية
- أولغا بروزدا على موقع رابطة محترفات التنس (الإنجليزية)
- أولغا بروزدا على موقع الاتحاد الدولي لكرة المضرب (الإنجليزية)